# Cotesia risilis
Cotesia risilis är en stekelart som först beskrevs av Nixon 1974.  Cotesia risilis ingår i släktet Cotesia och familjen bracksteklar. Inga underarter finns listade i Catalogue of Life.